# Burgstein
Burgstein là một đô thị thuộc huyện Vogtland, bang Sachsen, Đức. Đô thị Burgstein có diện tích 57,9 km², dân số thời điểm ngày 31 tháng 12 năm 2006 là 2010 người.